# Eparquía de Adana de los armenios
La eparquía de Adana de los armenios (en latín: Eparchia Adanensis Armenorum) fue una circunscripción eclesiástica de la Iglesia católica en Turquía. Se trataba de una eparquía armenia inmediatamente sujeta al patriarcado de Cilicia de los armenios. Fue suprimida en 1972 y a la vez restaurada como archieparquía titular. Desde el 15 de febrero de 2021 es sede vacante.

## Territorio y organización
La eparquía extendía su jurisdicción sobre los fieles católicos de rito armenio residentes en el eyalato de Adana del Imperio otomano. La conferencia armenia de Roma de 1867 dispuso que su jurisdicción fuera Cilicia occidental con Pisidia, Isauria, Panfilia y Trachea Frigia. La eparquía estaba dentro del territorio propio del patriarcado de Cilicia de los armenios.
La sede de la eparquía se encontraba en la ciudad de Adana.

## Historia
Adana fue una diócesis sufragánea de la sede metropolitana de Tarso, y fue elevada al rango de arquidiócesis autocéfala después de 680, año en que su obispo apareció como simple obispo en el Concilio de Constantinopla III, pero antes de su inclusión en Notitiae Episcopatuum del siglo X como arquidiócesis. Su obispo Paulinus participó en el Concilio de Nicea I en 325.
A mediados del siglo VII la ciudad fue capturada por los árabes musulmanes. Los bizantinos recuperaron Adana en 964 y la perdieron a manos de la dinastía selyúcida en 1071. Los cruzados la ocuparon en 1097 y en 1132 pasó al Reino armenio de Cilicia. Cambió de mano varias veces entre armenios y bizantinos hasta la ocupación de los mamelucos en 1359. En 1517 Adana fue capturada por el Imperio otomano.
La eparquía de Adana, que pertenecía a la Iglesia apostólica armenia, tuvo obispos en comunión permanente con la sede de Roma desde 1774.
En 1890 se reportaron alrededor de 1500 armenios católicos, asistidos por 8 sacerdotes armenios, 3 jesuitas, 2 capuchinos y maronitas en 4 iglesias en Hadschin, Tarso y Cydno.
En 1898 la Congregación de Propaganda Fide informaba que la eparquía tenía 3000 fieles, con 7 iglesias y capillas y 8 sacerdotes. No había seminario y existían 7 escuelas para niños y 2 para niñas. Las religiosas presentes eran las de la Inmaculada Concepción.
En 1909 Adana fue objeto de una masacre de su población armenia por parte de los otomanos. Debido al genocidio armenio de principios del siglo XX, la eparquía, como todas las diócesis armenias turcas, perdió la mayor parte de su población.

### Sede titular
Una sede titular católica es una diócesis que ha cesado de tener un territorio definido bajo el gobierno de un obispo y que hoy existe únicamente en su título. Continúa siendo asignada a un obispo, quien no es un obispo diocesano ordinario, pues no tiene ninguna jurisdicción sobre el territorio de la diócesis, sino que es un oficial de la Santa Sede, un obispo auxiliar, o la cabeza de una jurisdicción que es equivalente a una diócesis bajo el derecho canónico.
En 1972 todas las eparquías armenias vacantes en Turquía (mencionadas en el Anuario Pontificio como vacantes, impedidas y dispersas) fueron suprimidas y recategorizadas como sedes titulares, por lo que la archieparquía de Constantinopla abarcó desde entonces de iure todo el territorio de Turquía.
La eparquía titular de Adana de los armenios fue conferida por primera vez por la Santa Sede el 20 de noviembre de 1972 al obispo Joseph Gennangi.
Existen también sedes titulares de Adana de rito greco-melquita y de rito latino.

## Episcopologio
- Krikor Kupelian † (1774-15 de septiembre de 1788 confirmado patriarca de Cilicia de los armenios)
- Manuel Periatzi † (1805-1813)
- Stepanos Holassian † (1820-1861)
  - Sede vacante (1862-1885?)
- Garabet (Carlo) Aslanian † (23 de mayo de 1885 consagrado-23 de septiembre de 1890 renunció)
- Boghos Terzian † (8 de abril de 1892-23 de abril de 1910 elegido patriarca de Cilicia de los armenios)
- Pasquale (Haroutyoun) Keklikian † (28 de agosto de 1911-13 de junio de 1934 falleció)[6][7]

### Eparcas de la sede titular
- Joseph Gennangi † (20 de noviembre de 1972-22 de octubre de 1981 falleció)
- Nechan Karakéhéyan, I.C.P.B. † (2 de abril de 2005-15 de febrero de 2021)[8]